# David Nassy
David de Isac Cohen Nassy (Suriname, februari 1747 - aldaar, 23 maart 1806) was een van de toonaangevende figuren in het culturele leven van Suriname in de tweede helft van de 18de eeuw.
David Nassy werd geboren in Suriname, door zijn vader opgeleid in het notariaat en vervulde de secretariële functie van adjutante-gabay bij de joods-Sefardische gemeenschap Beracha ve Shalom (Zegen en Vrede) te Jodensavanne. Hij was weinig succesvol als koffieplanter, volgde zijn vader op als jurator (gezworene) van de Joodse gemeenschap, maar vluchtte in 1776 voor zijn schuldeisers naar Jodensavanne.
Nassy schreef het eerste prozastuk in de Letterkundige Uitspanningen van het genootschap De Surinaamsche Lettervrinden. In 1788 voltooide hij het belangrijke geschiedwerk Essai historique sur la colonie de Surinam (1789) waarvan S.H. Brandon, M.P. de Leon, S.J.V. de la Parra en J. de la Parra de mede-auteurs waren en waarvan in 1791 de Nederlandse vertaling verscheen als Geschiedenis der kolonie van Surinam.
In 1792 vertrok Nassy naar Noord-Amerika (Philadelphia), hij keerde in 1795 terug en werd tot Doctor benoemd. Hij bleef als publicist actief en schreef onder meer de tegen een Dordts anti-joods pamflet gerichte Lettre politico-theologico-morale (1798).

## Over David Nassy
- Robert Cohen, Jews in another environment: Surinam in the second half of the eighteenth century. Leiden: Brill, 1991. (Brill's series in Jewish studies 1.)
- Michiel van Kempen, Een geschiedenis van de Surinaamse literatuur, Breda: De Geus, 2003, dl. I, pp. 261-262.

- Bibliothèque nationale de France: cb124673079 (data)
- Biografisch Portaal: 62530525
- Digitale Bibliotheek voor de Nederlandse Letteren: nass008
- Gemeinsame Normdatei: 1153802481
- International Standard Name Identifier: 0000 0000 2785 3194
- Library of Congress Control Number: n85277152
- Nationale Bibliotheek van Israël: 987007439438705171
- Nederlandse Thesaurus van Auteursnamen: 273439197
- Système universitaire de documentation: 033858470
- Virtual International Authority File: 109052
- WorldCat: E39PBJkMCKkXCQFc8PVcHQPqQq